# أيه كيه-12
أيه كيه - 12 (بالإنجليزية: AK-12) أحدث بندقية اقتحام آلية روسية بعيار 5,45×39مم. تصنعها شركة (كلاشنكوف كونسيرن (الروسية: Калашников концерн). بينما تقدم الشركة المصنعة نسخة باسم إيه-كيه-15 بالعيار الروسي التقليدي 7,62×39مم. بُنيت بندقية أيه كيه-12 على نموذجين أوليين هما : إيه كيه -200 وأيه كيه-400. لم تصدر روسيا هذا السلاح بعد إلى الخارج، إذ لم يجتز السلاح الاختبارات الأولية إلا بشهر حزيران (يوليو) 2017.

## مواصفات السلاح
التالية هي مواصفات السلاح:
- حجم المخزن : يمكن للسلاح أن يحمل مخزناً فيه 30 أو 60 أو 100 رصاصة.
- الوزن :  4.16 كغم
- المدى:المدى الفعال 500-600 متراَ، المدى الأقصى 800 مترا
- الحجم :  945 مـم (37.2 بوصة) 724 بأخمص مطوي
- من ناحية العيار :  عيار 5,45×39مم ونسخته إيه-كيه-15 7,62×39مم
- التصويب: نياشين معدنية (تقليدية كالموجودة بالكلاشنكوف) مع إمكانية تركيب مناظير ليزرية أو رقمية.